# Prędocin-Kolonia
Prędocin-Kolonia – wieś w Polsce położona w województwie mazowieckim, w powiecie radomskim, w gminie Iłża. Ma status sołectwa.
W latach 1975–1998 miejscowość należała administracyjnie do województwa radomskiego.
Wierni Kościoła rzymskokatolickiego należą do parafii Najświętszej Maryi Panny Matki Kościoła w Pasztowej Woli.

## Dwór
We wsi znajduje się drewniany, modrzewiowy dwór z zachowaną dekoracją snycerską, architektonicznie nawiązujący do willi w stylu szwajcarskim. Dwór wzniesiono ok. 1870 r. na terenie parku z XVIII w. Co najmniej od lat 80 XIX w. należał do rodziny Herniczków, najpierw Ignacego, właściciela Jedlonki, a następnie jego syna Stanisława, w którego rękach pozostawał do II wojny światowej.
Dwór został wpisany do Rejestru Zabytków Mazowieckiego Wojewódzkiego Konserwatora Zabytków pod numerem 463 decyzją z dnia 6 maja 2014 r., natomiast zabytkowy park z XVIII wieku pod numerem 514 decyzją z dnia 4 grudnia 1957 r.